# James Brown (calciatore 1907)
James Brown (Leith, 1907 – ...) è stato un calciatore scozzese, di ruolo difensore.

## Carriera
Nel 1926-1927 fu ingaggiato dall'East Fife e poi dal Burnley. Diventò capitano del Burnley nel marzo 1932.
Nel giugno del 1935 fu acquistato dal Manchester United. In 110 partite con i diavoli rossi segnò un gol.
Nel febbraio del 1939 lasciò lo United per il Bradford, con cui disputò 14 partite in due stagioni, prima che il calcio fosse sospeso per via della seconda guerra mondiale.

## Palmarès

### Club

#### Competizioni nazionali
- Second Division: 1

Manchester United: 1935-1936